# 브루클린 사이클론스
브루클린 사이클론스(Brooklyn Cyclones)는 미국 뉴욕주 뉴욕 브루클린을 본거지로 하는 뉴욕 메츠 산하의 마이너 리그 베이스볼 팀이다. 마이모니데스 파크가 홈구장이다.